# Vuurtoren van Portland Bill
Portland Bill Lighthouse is een vuurtoren die zich bevindt op het zuidelijkste punt van het Isle of Portland, een schiereiland in het uiterste zuiden van het Engelse graafschap Dorset. Hij staat op een vooruitstekende verhevenheid in het landschap, een zogenaamde bill.
De toren maakt de zeevaarders die Weymouth als bestemming hebben attent op de gevaren rond Portland, zoals de zandbank The Shambles, die zich ongeveer 4,8 km ten zuidoosten van het schiereiland bevindt. Een extra risico voor de scheepvaart wordt hier ook gevormd door de getijdenwerking tussen deze zandbank en Portland waardoor een sterke stroming ontstaat, de zogenaamde Portland Race.
Omdat de vuurtoren zichtbaar is vanop Het Kanaal vormt hij ook een oriëntatiepunt voor de schepen die deze drukke waterweg bevaren.
De toren wordt gecontroleerd vanuit het Planning Centre van Trinity House in Harwich in het Engelse Essex. Trinity House is verantwoordelijk voor de navigatiemiddelen in Engeland, Wales, Gibraltar en de Kanaaleilanden.

## Kenmerken en uitrusting

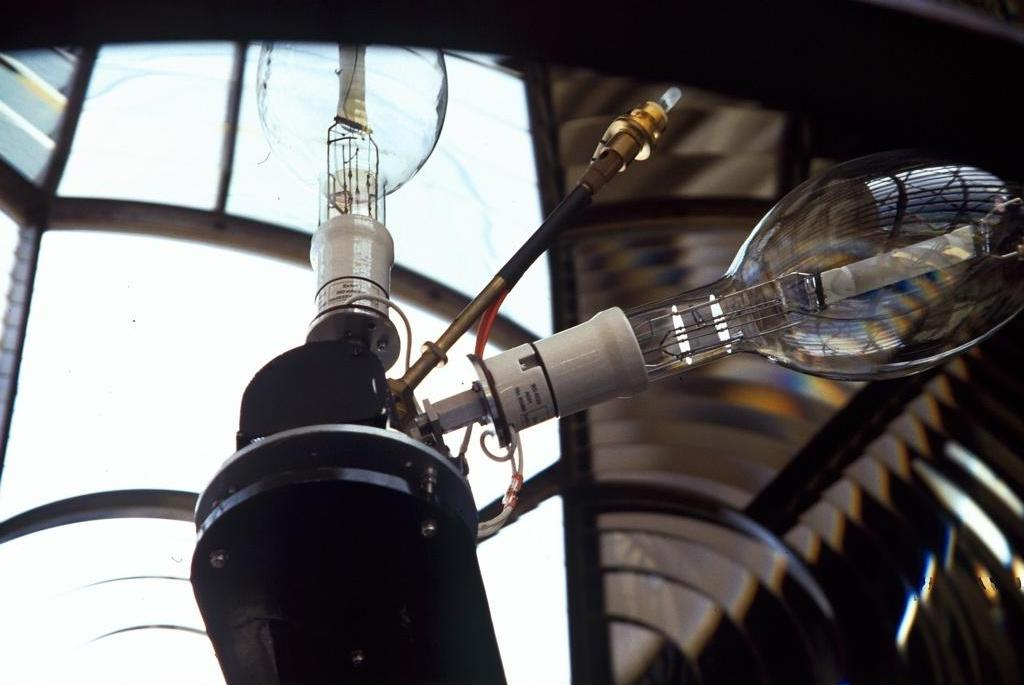
Lampenwisselaar met twee metaalhalidelampen in de huidige vuurtoren. Een deel van het lenzenstelsel is ook zichtbaar.

De totale hoogte van de toren bedraagt 41 m. Het torenlichaam heeft een conische vorm met een bredere basis en een smallere top en werd wit geschilderd met een rode horizontale band. De toren zelf is ongeveer 34,6 m hoog. Op het gebouw bevindt zich een wit lichthuis met een hoogte van ongeveer 6,4 m.
De vuurtoren is uitgerust met een roterende catadioptrische optiek van de eerste orde met vier lenspanelen. Dit systeem genereert om de 20 seconden vier schitteringen. Een metaalhalidelamp met een vermogen van 1 kW wekt het licht op, dat een sterkte heeft van 635 000 candela en bij helder weer zichtbaar is tot op 25 zeemijl (ongeveer 46 km). Het aantal zichtbare flitsen varieert tussen de 1 en 4 en neemt toe of af naargelang de positie van de waarnemer. Een rood sectorlicht geeft de zandbank The Shambles aan. Dit licht is enkel zichtbaar voor zeevaarders die deze zandbank te dicht zouden naderen.
Tot in 1996 werd bij slechte zichtbaarheid een misthoorn van het model diaphone type F geactiveerd, waarvan het signaal hoorbaar was tot op een afstand van 2 zeemijl (ongeveer 3,7 km). Dit toestel werkte op perslucht een genereerde een tweetonig geluid van 4 seconden dat om de 30 seconden werd herhaald. Vanaf 2003 werd de hoorn op sommige zondagvoormiddagen opnieuw in werking gesteld, maar hij vervulde dan eerder een toeristische functie.

## Geschiedenis

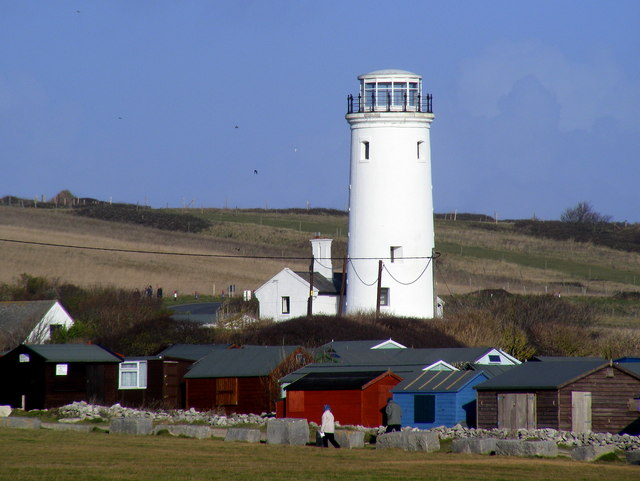
De lagergelegen vuurtoren doet nu dienst als observatiepunt voor vogels en als opvangcentrum voor natuurliefhebbers.

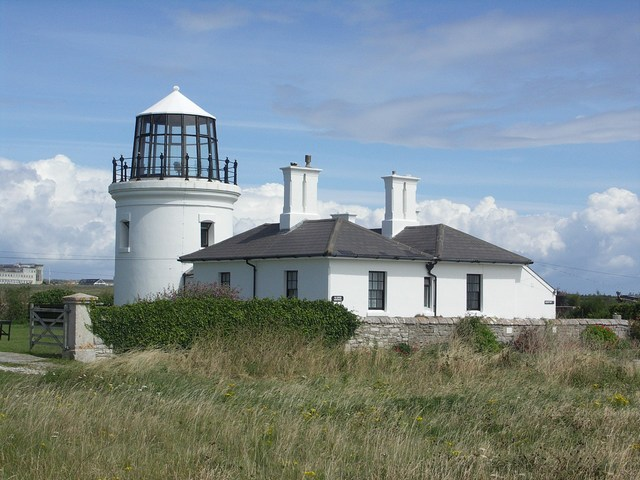
De hogergelegen vuurtoren werd vanaf 1981 gerestaureerd en sommige gebouwen worden verhuurd als vakantiewoningen.

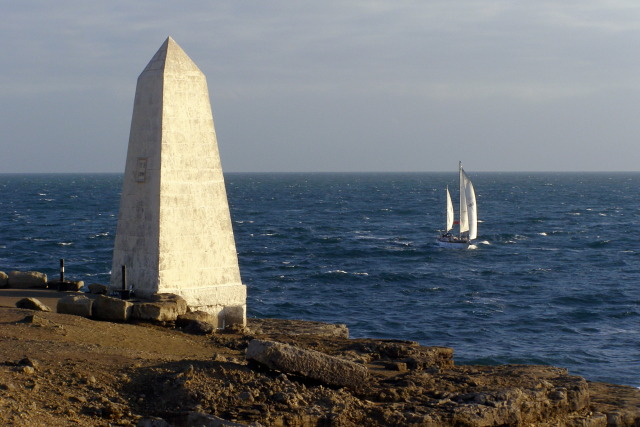
De obelisk geeft een dertig meter uitstekende rotsplaat aan die zich onder het wateroppervlak bevindt.

### De eerste bakens
Ondiepten, gevaarlijke stromingen en een zandbank vormden een voortdurend gevaar voor de drukke scheepvaart rond de kust van Portland, zodat er reeds vroeg pogingen werden ondernomen om dit risico te signaleren en het verlies van schepen te voorkomen. Zo werden er ten tijde van het Romeinse Rijk vuurbakens opgericht en later werden twee windmolens als oriëntatiepunten gebruikt.
In 1669 ondernam Sir John Clayton een poging om een vuurtoren op te richten. Hij kreeg de toelating in de vorm van een patent, maar kon zijn plannen niet verder verwezenlijken.

### Twee vuurtorens
Na 1700 werd door Captain Willam Holman opnieuw een vuurtoren voor Portland Bill bij Trinity House aangevraagd. Ditmaal waren het de scheepseigenaars en de Corporation of Weymouth die erop aandrongen en Holmans aanvraag steunden. Trinity House wilde eerst op dit verzoek niet ingaan. De vennootschap was van mening dat er geen extra navigatiemiddelen op Portland nodig waren. Bovendien vreesde ze dat de scheepseigenaars over onvoldoende financiële middelen zouden beschikken om het vuur in de toren brandende te houden. 
De bewoners van Weymouth bleven druk uitoefenen en op 26 mei 1716 verleende George I de toelating aan Trinity House om twee vuurtorens op te richten. De torens werden opgetrokken door een consortium dat van Trinity House de bouwwerken voor 61 jaar in beheer kreeg. Op 29 september 1716 werden kolenvuren in beide torens, het hogergelegen en het lagergelegen licht, voor de eerste keer ontstoken. Onder meer tijdens een in 1752 uitgevoerde inspectie door functionarissen van Trinity House werd duidelijk dat het vuur in de torens soms veel te laat en soms helemaal niet werd aangestoken, met als gevolg dat de beheersovereenkomst werd beëindigd en Trinity House opnieuw zelf het beheer van de torens in handen kreeg.

### Een nieuw lagergelegen licht
In 1789 gaf Trinity House aan William Johns, een aannemer uit Weymouth, de opdracht om een nieuw lagergelegen licht op te richten. De plaats voor het bouwwerk werd zo gekozen dat het zichtbaar was als oriëntatiepunt voor de scheepvaart rond Portland en in Het Kanaal. De 19,20 meter hoge vuurtoren werd opgetrokken uit portlandsteen. Het conische bouwwerk had een diameter van 6 m aan de voet en versmalde naar boven toe tot een diameter van 3 m. Volgens de tekst op een marmeren plaat boven de inkomdeur stond de toren op 490 m van de kliprand. Johns werd ook belast met de afbraak van het oude lage licht. Het totale project kostte £ 2 000.

### Experiment met Argandse lampen
De overgebleven toren, het hogergelegen licht, werd in augustus 1788 uitgerust met 14 Argandse lampen die in twee rijen van telkens zeven lampen gegroepeerd waren. Het licht, dat werd opgewekt door het verbranden van olie, werd door reflectoren die achter de lampen aangebracht waren verder versterkt en gebundeld. In de lagergelegen toren werd een gelijkaardig experiment met zes Argandse lampen uitgevoerd. In deze toren werd ook het idee van Thomas Rogers uitgewerkt om het licht door middel van lenzen te bundelen. De test voldeed en het lenzensysteem bleef behouden.

### Trinity House Obelisk
In 1844 werd op het zuidelijkste punt van Portland Bill een nieuw dagmerk opgericht in de vorm van een stenen obelisk. Het zeven meter hoge bouwwerk met de inscriptie TH 1844 waarschuwt de scheepvaart voor een rotsplaat die zich onder het wateroppervlak 30 meter in zuidelijke richting uitstrekt. Het monument staat bekend onder de namen Trinity House Obelisk en Trinity House Landmark.
Rond 2000 stelde Trinity House vast dat het monument dreigde in zee te storten omdat de funderingen aangetast waren. Omdat het verwijderen van de obelisk op protest stootte bij de lokale bevolking stelde de vennootschap voor om het bouwwerk te verplaatsen of om de bestaande fundering te verstevigen. Trinity House vond geen geïnteresseerde partijen om de nodige fondsen ter beschikking te stellen. Ook het plan dat in 2003 werd opgevat om de eigendom van het monument over te dragen aan een lokale overheid kon niet worden uitgevoerd. Trinity House blijft de obelisk inspecteren en onderhouden.

### Modernisering, heropbouw en uitdienststelling van de lichten
In 1856 werden de beide vuurtorens gemoderniseerd. Zo werd het lage licht uitgerust met nieuwe apparatuur en werd de hogergelegen toren verhoogd met 4,57 meter om de zichtbaarheid te bevorderen. Ondanks deze vernieuwingen opteerde Trinity House uiteindelijk toch voor een volledige heropbouw van de twee vuurtorens. Deze twee nieuwe bouwwerken, die in 1869 afgewerkt waren, bleven in gebruik tot de indienststelling van de huidige vuurtoren op 11 januari 1906, waarna ze ter verkoop werden aangeboden.
- De lagergelegen vuurtoren (Old Lower Lighthouse), waarvan de lichtapparatuur verwijderd was, kwam in private handen en wisselde geregeld van eigenaar. Na de Tweede Wereldoorlog geraakten de gebouwen in verval. Op vraag van ornithologen die de migratie van vogels op Portland kwamen observeren, werd het leegstaande bouwwerk gerestaureerd en aangepast zodat het vanaf maart 1961 als het Bird Observatory and Field Centre een opvangcentrum bood voor natuurliefhebbers.[3]
- De hogergelegen vuurtoren (Old Higher Lighthouse) werd in 1923 voor £ 405 verkocht aan Marie Stopes. Deze Schotse schrijfster, die onder meer bekend werd door haar pionierswerk op het gebied van gezinsplanning, gebruikte het gebouw als tweede verblijfplaats tot 1958, het jaar van haar overlijden. Rond 1942 werd de toren ook ingenomen door het Royal Observer Corps (ROC), een organisatie die voor het grootste deel uit vrijwilligers bestond en naderende vliegtuigen observeerde en meldde of ze al dan niet vijandelijk waren. Het ROC nam ook de taak op zich om beschadigde toestellen van de geallieerden naar hun thuisbasis te leiden. Vanaf 1960 was er in de gebouwen een restaurant gevestigd, dat rond 1965 verdween waarna het bouwwerk verwaarloosd werd. De vuurtoren werd vanaf 1981 door nieuwe eigenaars volledig gerestaureerd en sommige gebouwen werden verhuurd als vakantiewoningen.[4]

### De huidige vuurtoren

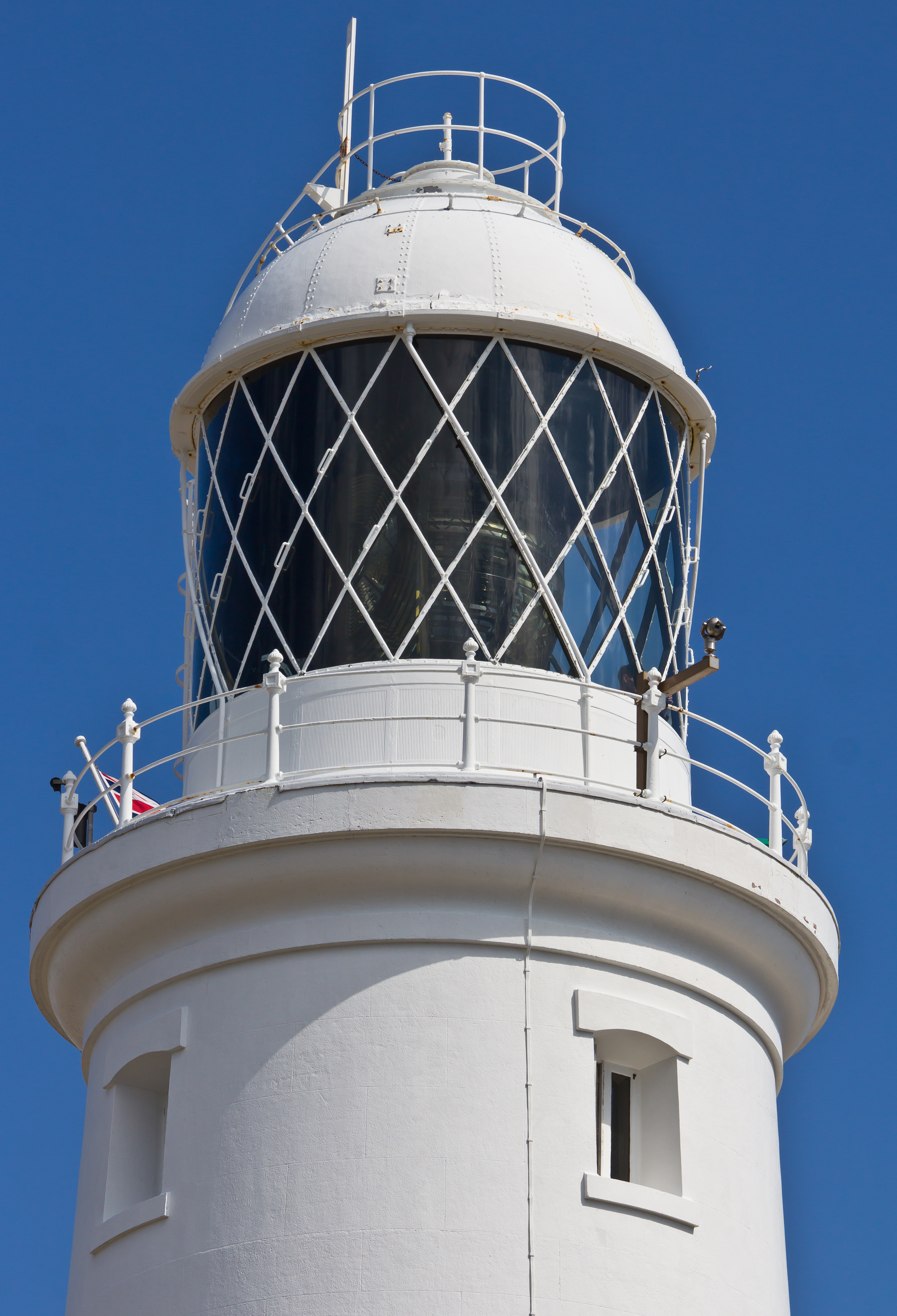
Zicht op het lichthuis en fresnellens van de huidige vuurtoren.

Met de bouw van de huidige vuurtoren werd in oktober 1903 begonnen op grond die door Trinity House voor £ 300 was aangekocht. De vennootschap werd tijdens deze aankoop bijgestaan door een comité dat speciaal voor deze taak op 17 juni 1903 in het leven was geroepen. 
Trinity House belastte Thomas Matthews met het ontwerp van de toren en de bijhorende gebouwen. Matthews, die toen hoofdingenieur was bij de vennootschap, koos voor een ontwerp waarbij de vuurtorenwachters vanuit hun verblijven rechtstreeks de toren konden binnengaan. De bouwfirma Wakeham Bros. uit Plymouth kreeg de opdracht om de werken op te starten die na afloop £ 13 000 zouden kosten. De toren, die rust op een 2 meter diepe en 1,8 meter dikke fundering, was afgewerkt in 1905. Het lichthuis werd voor de eerste keer verlicht op 11 januari 1906.
In 1990 werd de toren volledig door steigers aan het zicht onttrokken toen een grondige restauratie werd doorgevoerd. De laatste vuurtorenwachters beëindigden hun taak op 18 maart 1996 toen Trinity House het beheer van de toren vanop afstand overnam.

## Bezoekerscentrum
In 1997 werd een bezoekerscentrum geopend dat op 14 juli 1999 officieel werd ingehuldigd door de hertog van Edinburgh. Dit centrum, dat een samenwerkingsproject was van drie instanties waaronder Trinity House, moest in september 2013 de deuren sluiten door gebrek aan financiële middelen. Op 29 maart 2015 opende Trinity House een nieuw centrum dat op 12 mei werd ingehuldigd door prinses Anne en de bezoekers informatie verschafte over de vuurtoren en zijn wachters en de werking van Trinity House. Ook de vuurtoren zelf werd opengesteld voor het publiek.

## Geregistreerde monumenten
De voormalige hoge en lage lichten, de obelisk en de huidige vuurtoren werden met hun bijhorende gebouwen ingeschreven als grade II listed building op de Statutory List of Buildings of Special Architectural or Historic Interest. Hiermee worden deze complexen erkend als gebouwen van speciaal belang die in hun huidige toestand moeten bewaard blijven en daartoe ook moeten worden onderhouden. Veranderingen mogen enkel uitgevoerd worden na toelating die door een bevoegde autoriteit moet verleend worden.